# Обелево
Обелево — деревня в Нейском районе Костромской области. На уровне муниципального устройства входит в состав Нейского муниципального округа.
С 2010 года и до 29 марта 2021 года входила в состав Солтановского сельского поселения. Согласно переписи 2014 года население составляет 3 человека.
Расстояние по автодороге до районного центра Нея — 36 км, до районного центра Макарьев — 35 км. Ближайшие населенные пункты — деревни Баскаково, Дьяконово, Пантелеево, Буслаево.

## История
Впервые упоминается в документах переписи 1617 года. В XIX веке входит в состав Нижне-Нейской волости Макарьевского уезда. По данным Костромского Губернского Земства в 1897 году в Обелево насчитывалось 18 дворов, 42 человека мужского пола и 57 — женского пола. С 1918 по 1958 год Обелево — административный центр Обелевского сельсовета в составе Макарьевского района Костромской области. 28 апреля 1958 года решением Костромского облисполкома Обелевский сельсовет передан в состав Нейского района, а административный центр перенесен в деревню Дьяконово. Обелевская сельская администрация ликвидирована 5 мая 2008 года.
На территории Обелева расположен объект культурного наследия регионального значения — Покровская церковь, 1800 года постройки. С 2015 года в церкви проводятся ремонтно-реставрационные работы.

## Население
| 2008 | 2010 | 2014 |
| ---- | ---- | ---- |
| 4    | ↘0   | ↗3   |